# Bela (Dang Deokhuri)
Bela (nep. बेला) – gaun wikas samiti w zachodniej części Nepalu w strefie Rapti w dystrykcie Dang Deokhuri. Według nepalskiego spisu powszechnego z 2001 roku liczył on 1566 gospodarstw domowych i 9478 mieszkańców (4707 kobiet i 4771 mężczyzn).